# Бортятин
Бортятин (укр. Бортятин) — село в Судововишнянской городской общине Яворовского района Львовской области Украины.
Население по переписи 2001 года составляло 1791 человек. Занимает площадь 1,1 км². Почтовый индекс — 81341. Телефонный код — 3234.